# Kenny Dalglish Soccer Match
Pour les articles homonymes, voir Dalglish.
Kenny Dalglish Soccer Match est un jeu vidéo de football développé et publié par Impressions Games en 1989 sur Amiga, Atari ST et ZX Spectrum. Il est le second volet d’une série de trois jeux de football après Kenny Dalglish Soccer Manager, un jeu de management sportif, qui est également le premier jeu développé par le studio,. 

## Accueil
| Kenny Dalglish Soccer Match |      |       |
| Média                       | Pays | Notes |
| Amiga Format                | RU   | 31 %  |
| Crash                       | RU   | 42 %  |
| Gen4                        | FR   | 20%   |
| Sinclair User               | FR   | 58%   |
| The Games Machine           | RU   | 60 %  |